# Sinistrismus
Sinistrismus (frz. sinistrisme von lat. sinister „links“, vgl. jedoch daneben frz. sinistre „unheilvoll“) ist ein vom französischen Literaturkritiker Albert Thibaudet geprägter politischer Begriff, der die beständige Verdrängung linker Parteien durch neue, radikalere Parteien beschreibt, sodass jede Partei bzw. ihre Positionen allmählich in die politische Mitte wandere, besonders im Frankreich der Dritten und Vierten Republik. So wurden z. B. die Republikaner des 19. Jahrhunderts durch die Radikale Partei verdrängt, diese wiederum durch die Französische Sektion der Arbeiter-Internationale (Sozialisten) und diese durch die Kommunisten. Thibaudet stellte den Begriff 1932 in seinem Werk Les idées politiques de la France vor. Diese stetige Linksdrift betrachtete er als historisch zwangsläufig. Darin sah er auch die Neigung der französischen Rechten begründet, die Selbstbezeichnung droite (rechts) ganz zu vermeiden, da diese historisch vom völlig geächteten Monarchismus gefärbt war.
So nahmen die Konservativen der Dritten Republik noch 1893 den Namen Droite constitutionnelle oder républicaine (Verfassungsmäßige bzw. Republikanische Rechte) an, ersetzten diesen aber 1899 durch Action libérale (Liberale Aktion) und nahmen so benannt auch 1902 an den Wahlen teil. 1910 entstand von neuem eine ausdrücklich benannte Rechte, welche die letzten Nostalgiker der Monarchie um sich versammelte. Dem Historiker René Rémond zufolge verschwand der Begriff „rechts“ ab 1924 aus dem Vokabular dieser Fraktion. Abgeordnete der Alliance républicaine démocratique (Demokratisch-Republikanischen Allianz), der wichtigsten Mitte-rechts-Fraktion der Dritten Republik, saßen tatsächlich in der Parlamentsgruppe der „Linksrepublikaner“ (républicains de gauche). „Konservativ“ war während der Dritten Republik ein vielgenutztes Synonym für „rechts“, besonders durch den Bloc national, ein Mitte-rechts-Bündnis. Als „Unabhängige“ benannten sich in den 1920ern Abgeordnete, die der rechtsradikalen Action française nahestanden. Später, in der Vierten Republik, wurde er für weniger reaktionäre Politiker verwendet.
Nach dem Zweiten Weltkrieg vereinte das Rassemblement des gauches républicaines (Linksrepublikanische Sammlung) viele konservative Abgeordnete, besonders solche der gegenteilig benannten Radikal-Sozialisten, Gegner des Radikalen und Ministerpräsidenten Pierre Mendès France, Unabhängige Radikale (welche die Radikale Partei 1928 wegen ihrer Teilnahme am sogenannten Cartel des gauches – Kartell der Linken – verlassen hatten), sowie Mitglieder der Union démocratique et socialiste de la Résistance (Demokratische und Sozialistische Union des Widerstands).
Der deutsche Historiker Manfred Kittel sieht den liberalen Erfolg in der Dreyfus-Affäre als „definitiven Durchbruch“ des Sinistrismus nach hundertjährigem Konflikt. „Die Identifizierung mit einer bestimmten Idee von Fortschritt stärkte auf der Linken das Bewußtsein moralischer Erhabenheit gegenüber den finster-klerikalen Gegnern der revolutionären Prinzipien von 1789“, wozu das Scheitern verschiedener reaktionärer Regime (1830, 1848, 1870) noch beigetragen habe. Kittel zieht Vergleiche zum heutigen Phänomen der political correctness, insofern linke Kräfte zuweilen trotz Minderheitenposition Forderungen durch ihr höheres Prestige durchsetzen konnten. Dies habe zur Stabilisierung der Republik beigetragen.
Um der politischen Ächtung zu entgehen, seien die Begriffe „links“ und „republikanisch“ derart exzessiv von Akteuren der Mitte gebraucht worden, dass sie schließlich jede Bedeutung verloren hätten. Es kursierte um 1930 das Bonmot, dass ein Linksrepublikaner ein Mann der Mitte sei, den der Sinistrismus zwang, auf der Rechten (im Parlament) zu sitzen. Dem revolutionär gesinnten sozialistischen Abgeordneten Édouard Vaillant wird das Zitat zugeschrieben (gerichtet an seine Parlamentskollegen): „Die Rechte beginnt für uns viel weiter links als Sie glauben.“
Rémond beobachtete, dass bei den Präsidentschaftswahlen 1974 nur ein Kandidat sich für rechts erklärte: Jean-Marie Le Pen; 1981 dann niemand mehr. Der Politikwissenschaftler Pascal Perrineau bestätigt: „Bis in die 1970er Jahre hat sich fast niemand zur Rechten bekannt, vor allem weil de Gaulle und die Gaullisten die Spaltung in Links und Rechts ablehnten und diejenigen, die der unabhängigen Rechten angehörten, den Begriff verloren gegeben hatten.“

## Belege
1. ↑  Jacques Du Perron: Droite et gauche. Tradition et révolution. Pardès, 1991, S. 149.
2. ↑  Maurice Duverger: Les Partis politiques. Librairie Armand Colin, Paris 1973. Zitat: Un républicain de 1875 aurait voté radical en 1901, socialiste en 1932 et communiste en 1945.
3. ↑  René Rémond: Les droites en France. 4. Auflage, Paris 1982, S. 390.
4. ↑  René Rémond: Les droites en France. 4. Auflage, Paris 1982, S. 391.
5. ↑  Manfred Kittel: Provinz zwischen Reich und Republik: Politische Mentalitäten in Deutschland und Frankreich 1918–1933/36, 2000, S. 119 f.
6. ↑  Urteil des Zeitgenossen und Rechtswissenschaftlers Joseph Barthélemy. Alfred Grosser u. François Goguel: Politik in Frankreich, 1980, S. 45.
7. ↑  Marcel Gauchet: La droite et la gauche, 1992, S. 417.
8. ↑  René Rémond: Les Droites en France, Aubier 1982, S. 391, Neuauflage von La Droite en France, 1954.
9. ↑  Dans la tête de Jean-Marie Le Pen, Podcast auf FranceCulture.fr, 11. Juni 2016 (Zugriff am 13. Januar 2017). Ab 21 min 50 s. Eigene Übersetzung nach Originalzitat: « [...] jusque dans les années 1970, personne à peu près ne revendique la droite, d'abord parce que le général de Gaulle et les gaullistes refusaient ce clivage entre la gauche et la droite et que ceux qui appartenaient à la droite indépendante avaient mis un mouchoir sur leur appartenance à la droite [...] »